# ダイワロイネットホテルズ
ダイワロイネットホテルズ（英: Daiwa Roynet Hotels）は、大和ハウス工業の100%子会社である大和ハウスリアルティマネジメントが運営するビジネスホテルブランドである。
本項では、2021年9月30日までの運営会社であるダイワロイヤル株式会社および、大和ハウスリアルティマネジメントの子会社であるダイワロイネットホテルズ株式会社（旧・ダイワロイヤルホテルシティ）についても記述する。

## 会社概要
ダイワロイヤル株式会社は、1991年に大和ハウス工業、ロイヤル（現・ロイヤルホールディングス）、福岡地所、アーバネックス（現・大阪ガス都市開発）、オージー・ロイヤル（現・ロイヤルフードサービス）の5社による出資で、アールアンドディープランニング株式会社として設立。2001年にダイワロイヤル株式会社へ商号変更した。「ダイワロイネットホテル」のブランドで全国にホテルチェーンを展開するとともに、「ライフガーデン」などの店舗ブランドでショッピングセンターを展開していた。
同じ大和ハウスグループのリゾートホテル及びシティホテルブランドとして「DAIWA ROYAL HOTEL」があり、ダイワロイヤルとは別会社の大和リゾート、及びその子会社であるダイワロイヤルホテルシティが運営していたが、2020年10月に大和リゾートからダイワロイヤルホテルシティを承継した。
2021年10月1日には、子会社のダイワロイヤルホテルシティ運営の各ホテルもダイワロイネットホテルにリブランドされた。また同日付で運営会社のダイワロイヤルは大和情報サービスと合併し、大和ハウスリアルティマネジメント株式会社へ商号変更した。
2022年4月に、子会社のダイワロイヤルホテルシティが、ダイワロイネットホテルズへ商号変更した。2023年4月には、新ブランドを創設し、一部ホテルが同ブランドへ移行した。

## 沿革
- 1991年（平成3年）4月23日 - 大和ハウス工業、ロイヤル、福岡地所、アーバネックス、オージー・ロイヤルの5社が出資し、アールアンドディープランニング株式会社として設立（資本金1億円）[1]。本社を東京都中央区日本橋一丁目3番13号に置く[1]。
- 1993年（平成5年）3月20日 - 不動産転貸事業に参入。第1号店として鹿児島市に洋服のはるやまを開店[1]。
- 1995年（平成7年）1月18日 - ホテル事業に参入。第1号店としてロイネットホテル東大阪（現・リッチモンドホテル東大阪）を開業[1]。
- 1996年（平成8年）3月8日 - 初の複合商業施設としてジョイフルタウン国分（5店舗）を鹿児島県国分市に開業[1]。
- 1999年（平成11年）2月26日 - リテール事業（旧書店事業）1号店として、宮脇書店岐阜加納店（フランチャイズ店）を岐阜県岐阜市に開業[1]。
- 2001年（平成13年）1月1日 - ダイワロイヤル株式会社へ商号変更[1]。
- 2004年（平成16年）4月1日 - 会社分割によりアールエヌティーホテルズ（ロイヤルホールディングスの子会社）を新設しホテル事業の一部を承継、同時に大和ハウス工業の100%子会社となる[1]。アールエヌティーホテルズに承継されたロイネットホテルは2007年（平成19年）10月に「リッチモンドホテル」へ名称変更。
- 2010年（平成22年）5月6日 - 本社を東京都千代田区飯田橋三丁目13番1号へ移転[1]。
- 2014年（平成26年）2月17日 - 本社を東京都千代田区飯田橋二丁目18番2号へ移転[1]。
- 2020年（令和2年）10月1日 - 大和リゾートからダイワロイヤルホテルシティの経営を移管。これにより、ダイワロイヤルホテルシティブランドも当グループになる。
- 2021年（令和3年）
  - 2月 - 韓国にホテル経営を目的にDaiwa Royal Korea Co., Ltd（ダイワロイヤルコリア株式会社）を設立
  - 10月1日 - ダイワロイヤルホテルシティ運営の各ホテルの名称をダイワロイネットホテルに統一。運営会社のダイワロイヤルは、大和情報サービスと合併し、大和ハウスリアルティマネジメント株式会社へ商号変更。
- 2022年（令和4年）4月1日 - 子会社のダイワロイヤルホテルシティがダイワロイネットホテルズへ商号変更。

## ホテル一覧

### ダイワロイネットホテル
ダイワロイネットホテルのホテル一覧（2025年2月現在）。2023年4月1日に、新ブランド創設により一部のホテルがダイワロイネットホテルからリブランドしている。

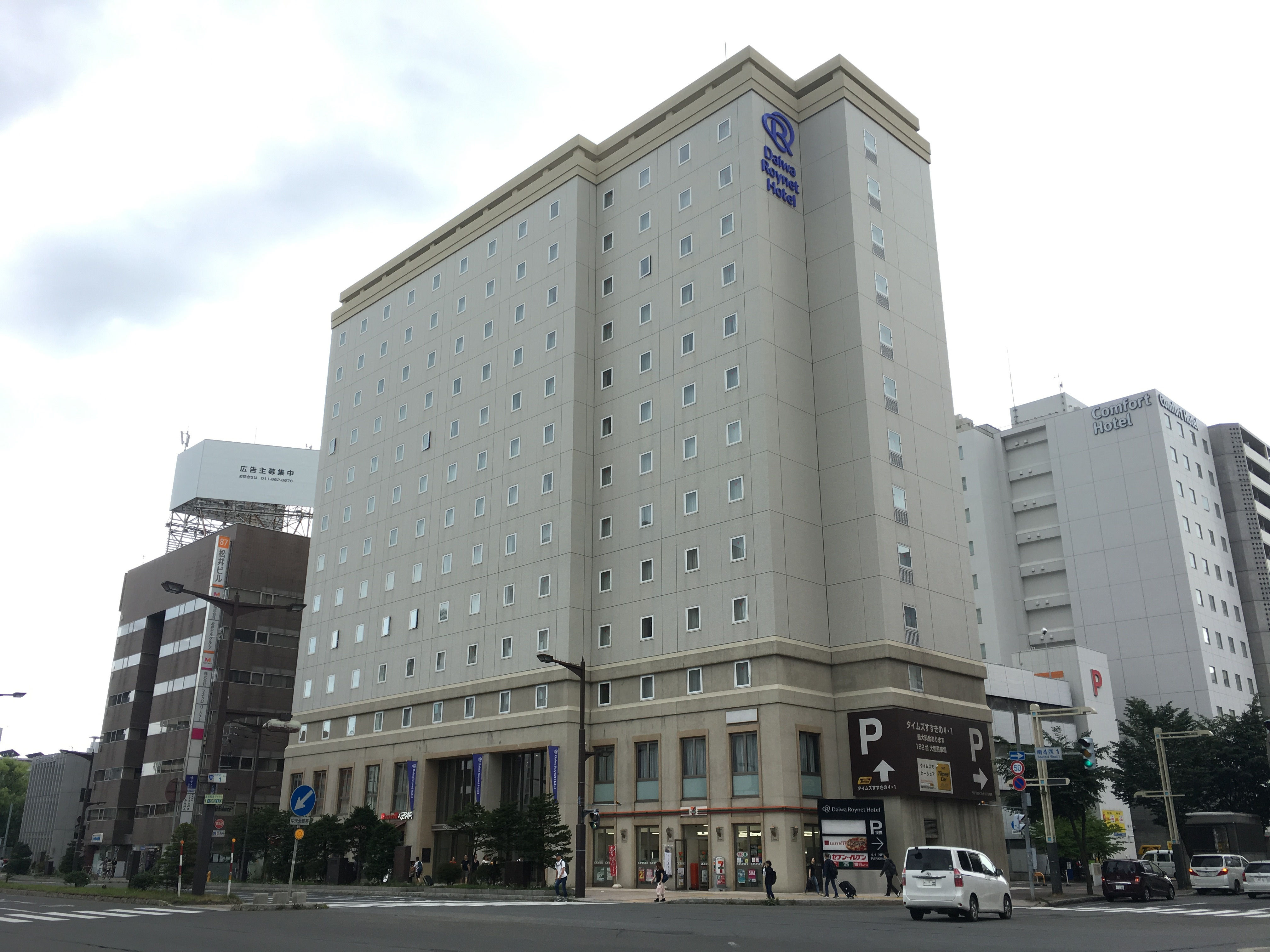
ダイワロイネットホテル札幌すすきの
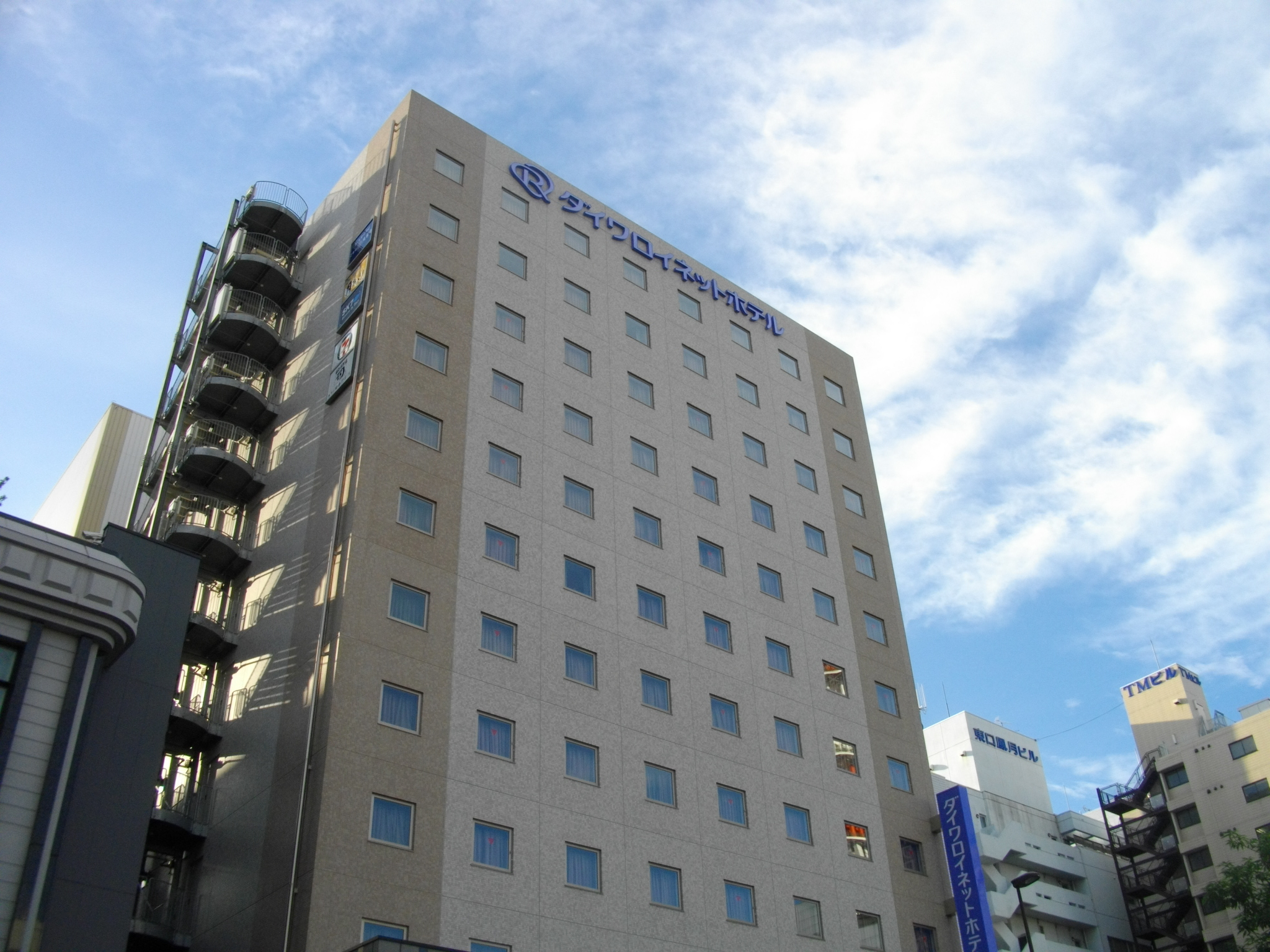
ダイワロイネットホテル札幌中島公園
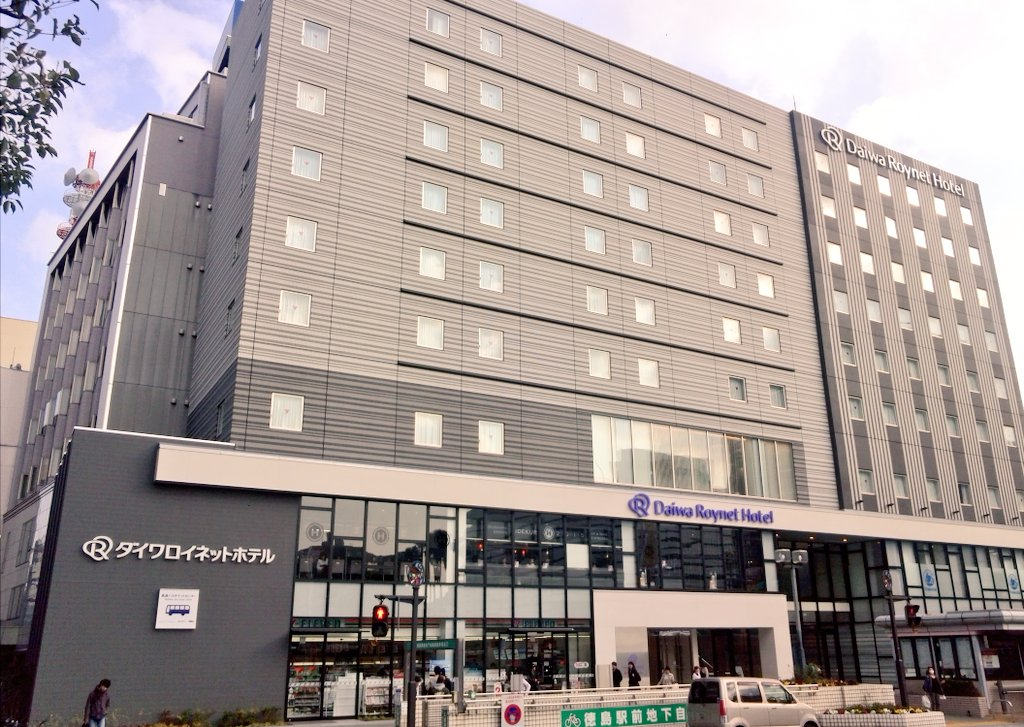
ダイワロイネットホテル青森
- ダイワロイネットホテル八戸
- ダイワロイネットホテル盛岡
- ダイワロイネットホテル盛岡駅前
- ダイワロイネットホテル秋田駅前[8][9]
- ダイワロイネットホテル山形駅前[10]
- ダイワロイネットホテル仙台
- ダイワロイネットホテル郡山駅前[11]
- ダイワロイネットホテル水戸
- ダイワロイネットホテルつくば
- ダイワロイネットホテル宇都宮
- ダイワロイネットホテル大宮西口
- ダイワロイネットホテル千葉駅前
- ダイワロイネットホテル千葉中央
- ダイワロイネットホテル新橋
- ダイワロイネットホテル東京赤羽
- ダイワロイネットホテル東京大崎
- ダイワロイネットホテル川崎
- ダイワロイネットホテル新横浜
- ダイワロイネットホテル横浜公園
- ダイワロイネットホテル横浜関内
- ダイワロイネットホテル富山駅前
- ダイワロイネットホテル金沢駅西口
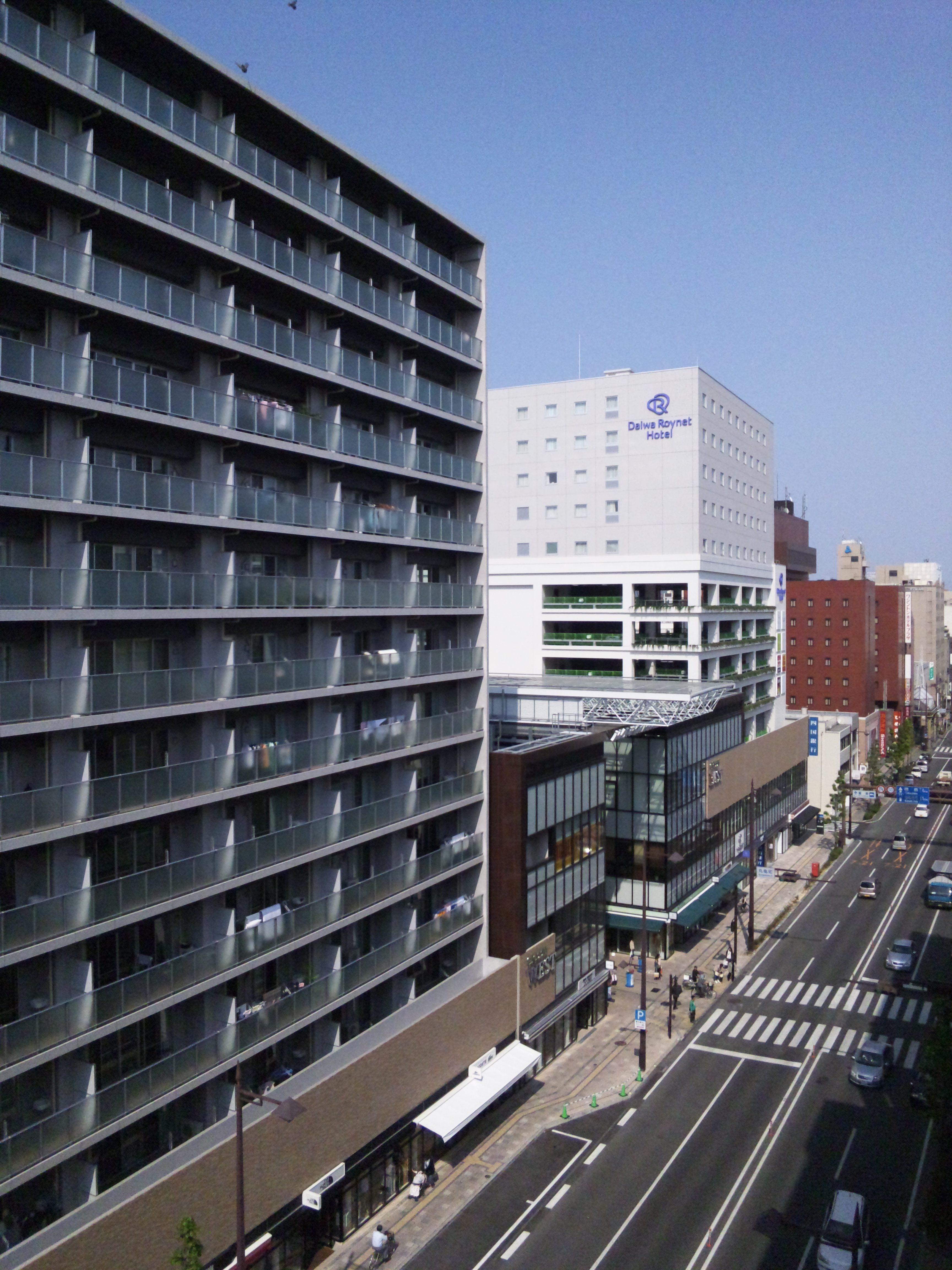
ダイワロイネットホテル金沢MIYABI（旧：ダイワロイヤルホテル D-Premium 金沢）
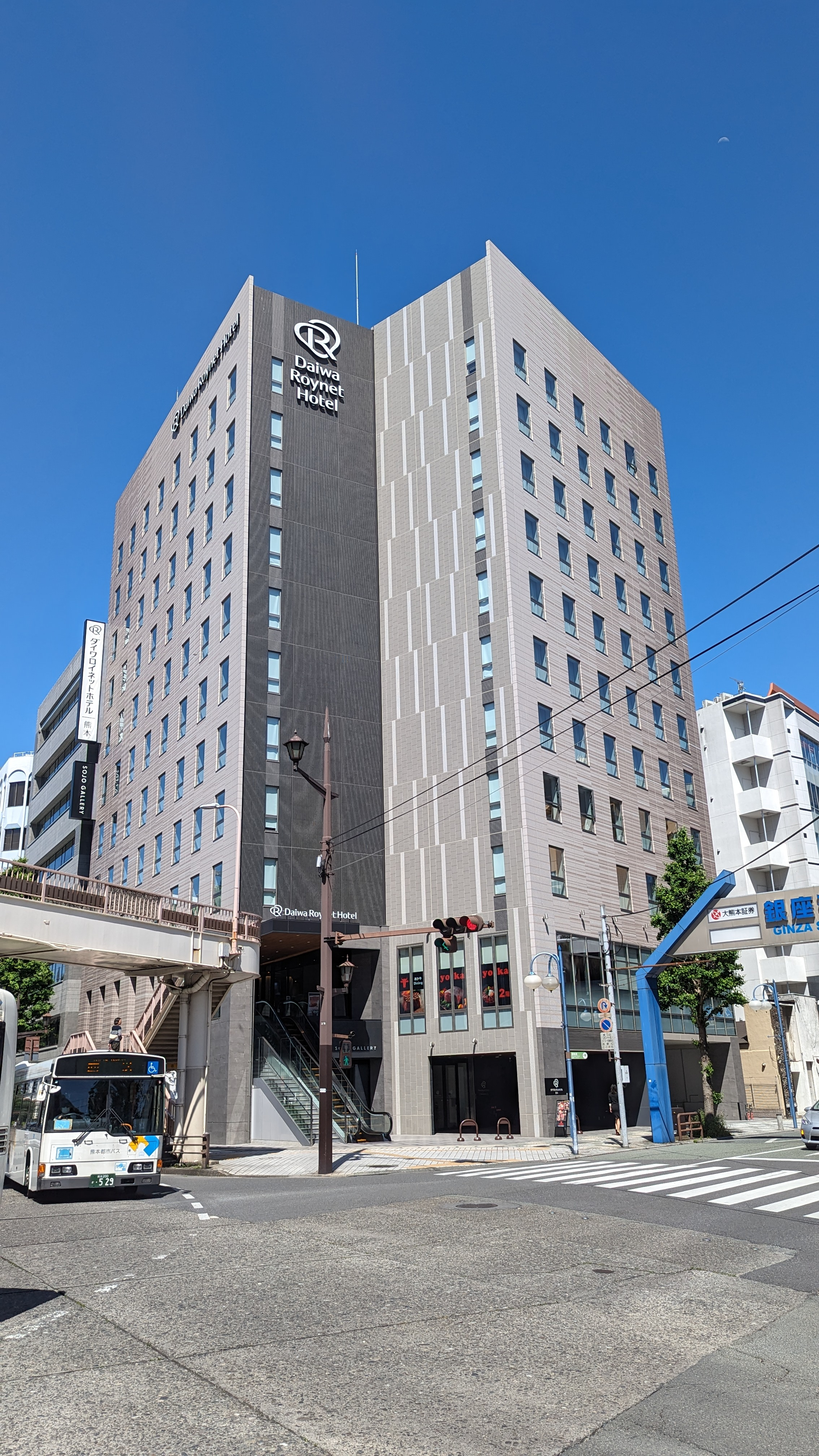
ダイワロイネットホテル岐阜
- ダイワロイネットホテルぬまづ
- ダイワロイネットホテル浜松
- ダイワロイネットホテル名古屋駅前
- ダイワロイネットホテル名古屋太閤通口
- ダイワロイネットホテル名古屋新幹線口
- ダイワロイネットホテル名古屋伏見（旧：ダイワロイヤルホテル D-CITY 名古屋伏見）
- ダイワロイネットホテル京都四条烏丸
- ダイワロイネットホテル京都八条口
- ダイワロイネットホテル大阪北浜
- ダイワロイネットホテル四ツ橋
- ダイワロイネットホテル大阪上本町
- ダイワロイネットホテル堺東
- ダイワロイネットホテル奈良（旧：ダイワロイヤルホテル D-Premium 奈良）
- ダイワロイネットホテル和歌山
- ダイワロイネットホテル神戸三宮
- ダイワロイネットホテル姫路
- ダイワロイネットホテル岡山駅前
- ダイワロイネットホテル広島駅前
- ダイワロイネットホテル広島
- ダイワロイネットホテル福山駅前
- ダイワロイネットホテル徳島駅前
- ダイワロイネットホテル高松
- ダイワロイネットホテル松山
- ダイワロイネットホテル小倉駅前
- ダイワロイネットホテル博多祇園
- ダイワロイネットホテル大分
- ダイワロイネットホテル熊本
- ダイワロイネットホテル沖縄県庁前
- ダイワロイネットホテル那覇国際通り
- ダイワロイネットホテル那覇おもろまち
- ロイネットホテル ソウル麻浦

- ダイワロイネットホテル札幌すすきの
- ダイワロイネットホテル仙台
- ダイワロイネットホテル徳島駅前
- 丸亀町グリーン（ダイワロイネットホテル高松を併設）
- ダイワロイネットホテル熊本

### ダイワロイネットホテルPREMIER
アメニティバーをフロントに設置し、アメニティもダイワロイネットホテルに比べてワンランク上質な物を設置している。2023年4月1日に、一部のホテルが当ブランドへ移行した。
- ダイワロイネットホテル 仙台一番町 PREMIER
- ダイワロイネットホテル 仙台西口 PREMIER[12]
- ダイワロイネットホテル 東京京橋 PREMIER
- ダイワロイネットホテル 銀座 PREMIER
- ダイワロイネットホテル 西新宿 PREMIER
- ダイワロイネットホテル 京都駅前 PREMIER
- ダイワロイネットホテル 京都テラス八条東口 PREMIER
- ダイワロイネットホテル 大阪堺筋本町 PREMIER
- ダイワロイネットホテル 神戸三宮中央通り PREMIER
- ダイワロイネットホテル 博多冷泉 PREMIER
- ダイワロイネットホテル 熊本銀座通り PREMIER
- ダイワロイネットホテル 鹿児島天文館 PREMIER[13]
- ダイワロイネットホテル 那覇おもろまち PREMIER

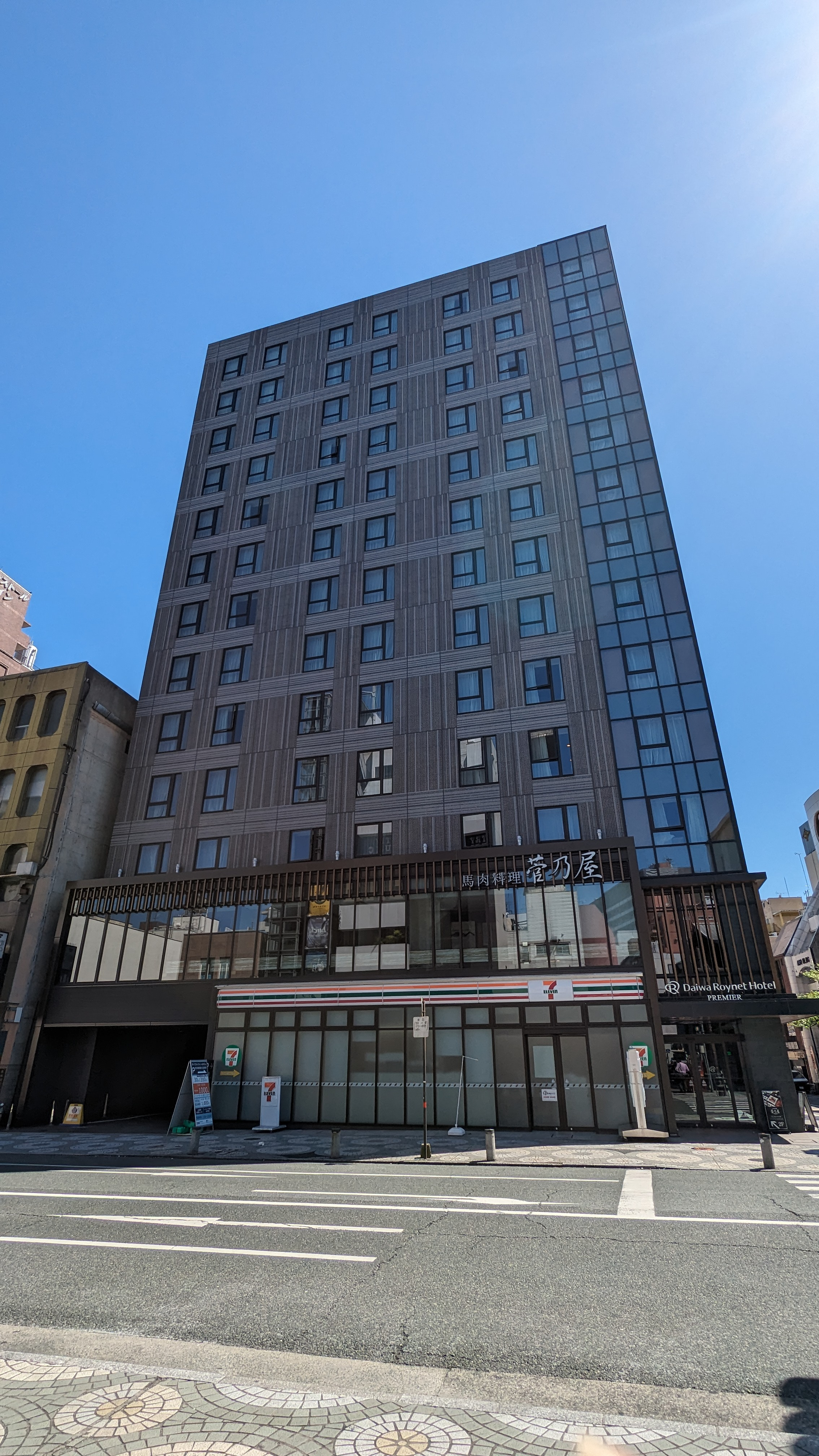
ダイワロイネットホテル熊本銀座通りPREMIER

### DEL style by Daiwa Roynet Hotel
「進化を続けるライフスタイルに寄り添うコンセプトホテル」と「お客さまとともに、スタッフも自然と笑顔があふれる楽しいホテルでありたい」の2つの意味を込めたホテル。2023年4月1日に、「ダイワロイネットホテルPREMIER」同様一部のホテルが当ブランドへ移行した。
- DEL style 池袋東口 by Daiwa Roynet Hotel（旧：ダイワロイネットホテル池袋東口）
- DEL style 名古屋納屋橋 by Daiwa Roynet Hotel（旧：ダイワロイヤルホテル D-CITY 名古屋納屋橋→ダイワロイネットホテル名古屋納屋橋）
- DEL style 大阪東天満 by Daiwa Roynet Hotel（旧：ダイワロイヤルホテル D-CITY 大阪東天満→ダイワロイネットホテル大阪東天満）
- DEL style 大阪新梅田 by Daiwa Roynet Hotel（旧：ダイワロイヤルホテル D-Premium 大阪新梅田→ダイワロイネットホテル大阪新梅田）
- DEL style 福岡西中洲 by Daiwa Roynet Hotel（旧：ダイワロイネットホテル福岡西中洲）
- DEL style 大阪心斎橋 by Daiwa Roynet Hotel（旧：ダイワロイネットホテル大阪心斎橋、2023年10月6日リブランド）

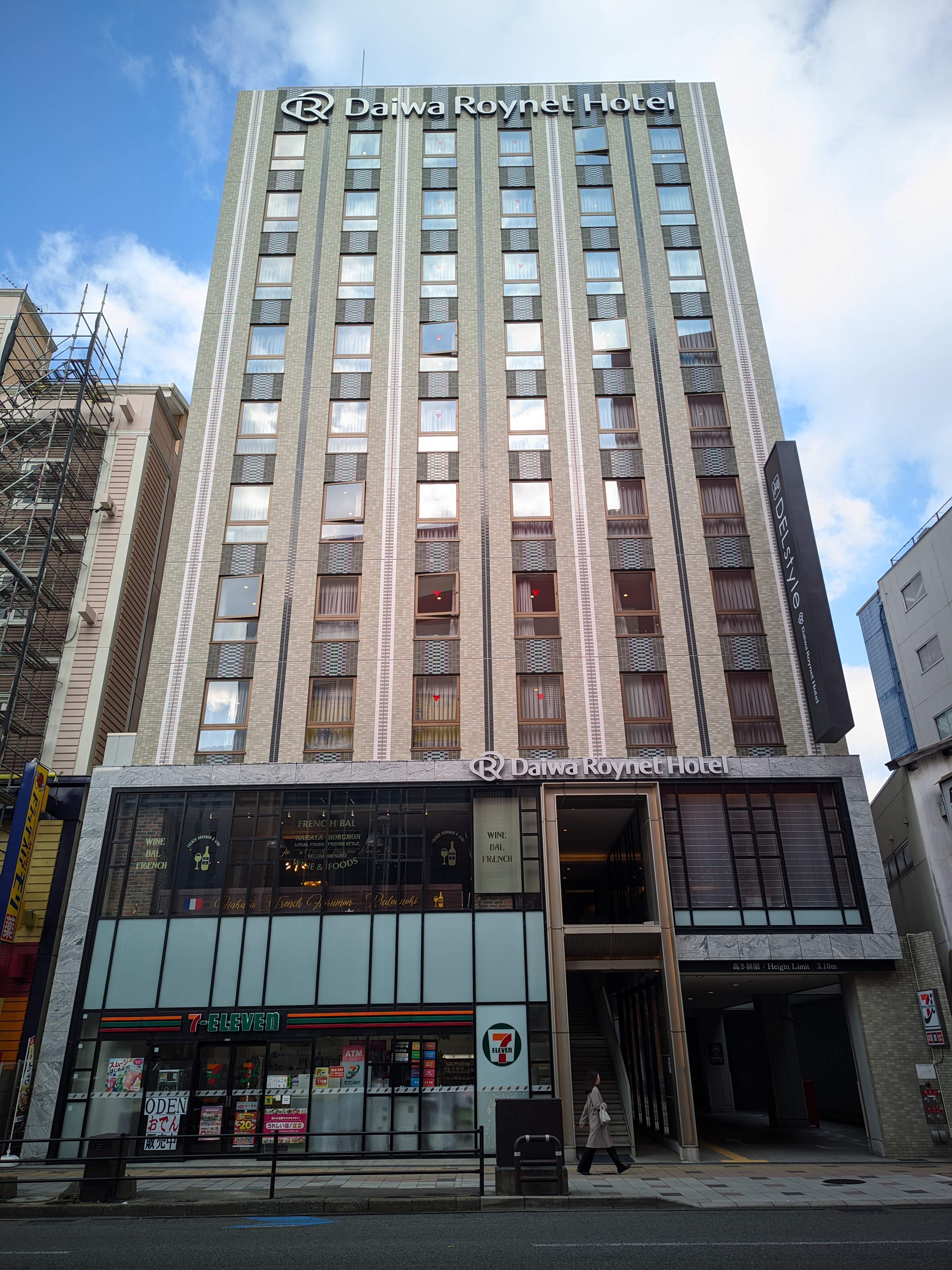
DEL style 福岡西中洲

### BATON SUITE
大和ハウスリアルティマネジメント初のリゾート型ホテルで、全室スイート。「想いをつなぐ」「地域をつなぐ」「未来につなぐ」リゾートでありたい想いを「つなぐ」をキーワードに名付けたホテル。
- BATON SUITE 沖縄古宇利島（沖縄県国頭郡） - 2025年3月27日開業

### 過去の運営施設
- ダイワロイネットホテル京都グランデ（旧：ダイワロイヤルホテル グランデ 京都、2023年5月31日閉館→ダブルツリーbyヒルトン京都駅にリブランドして2024年3月29日開業）
- ダイワロイネットホテル富山（2023年9月5日営業終了）[15]
- ダイワロイネットホテル東京有明（2024年3月31日閉館→ダブルツリーbyヒルトン東京有明にリブランドして2024年12月20日開業）
- ダイワロイネットホテル秋田（2024年12月29日閉館[8]）